# Balruddery House

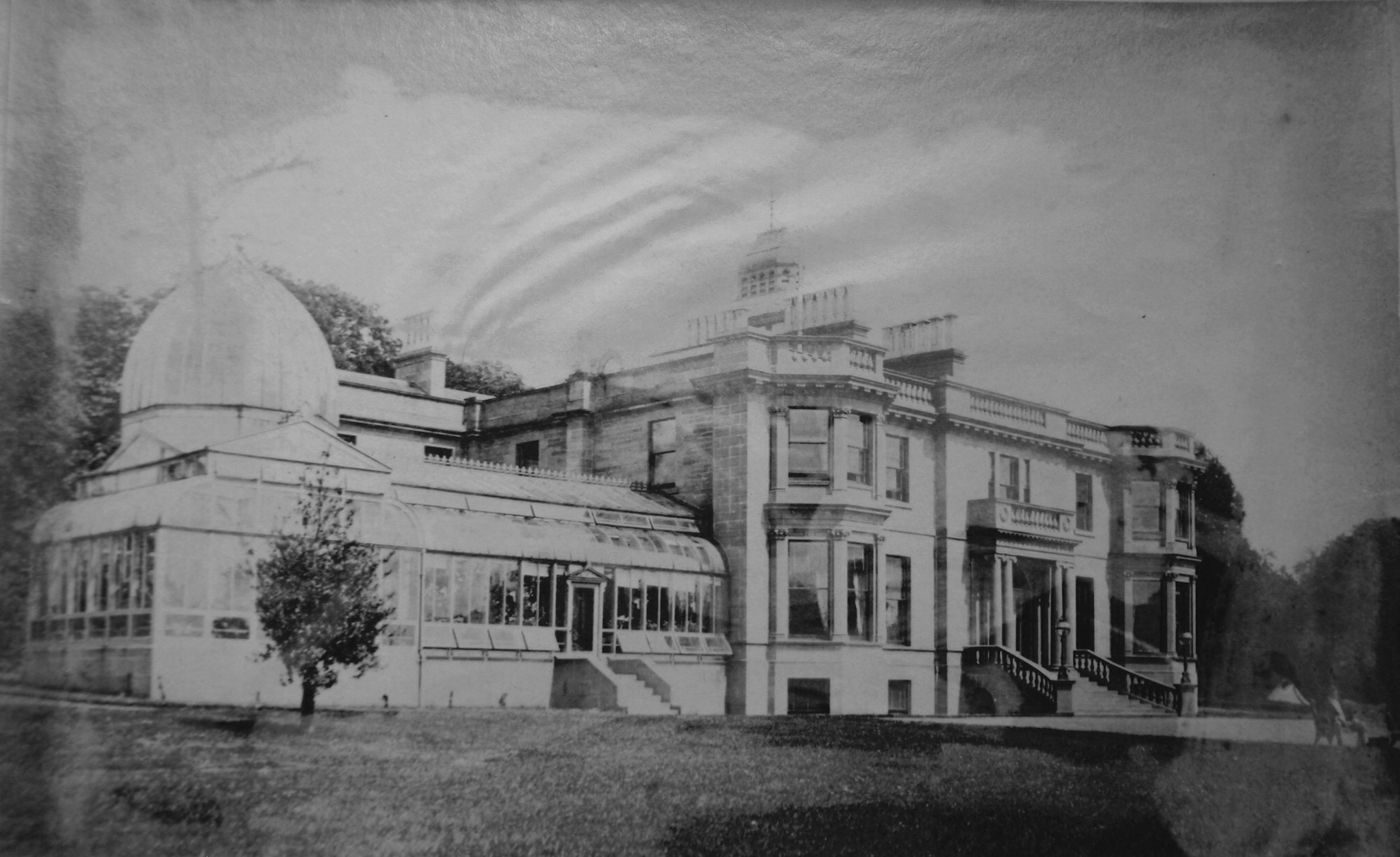
Balruddery House um 1884

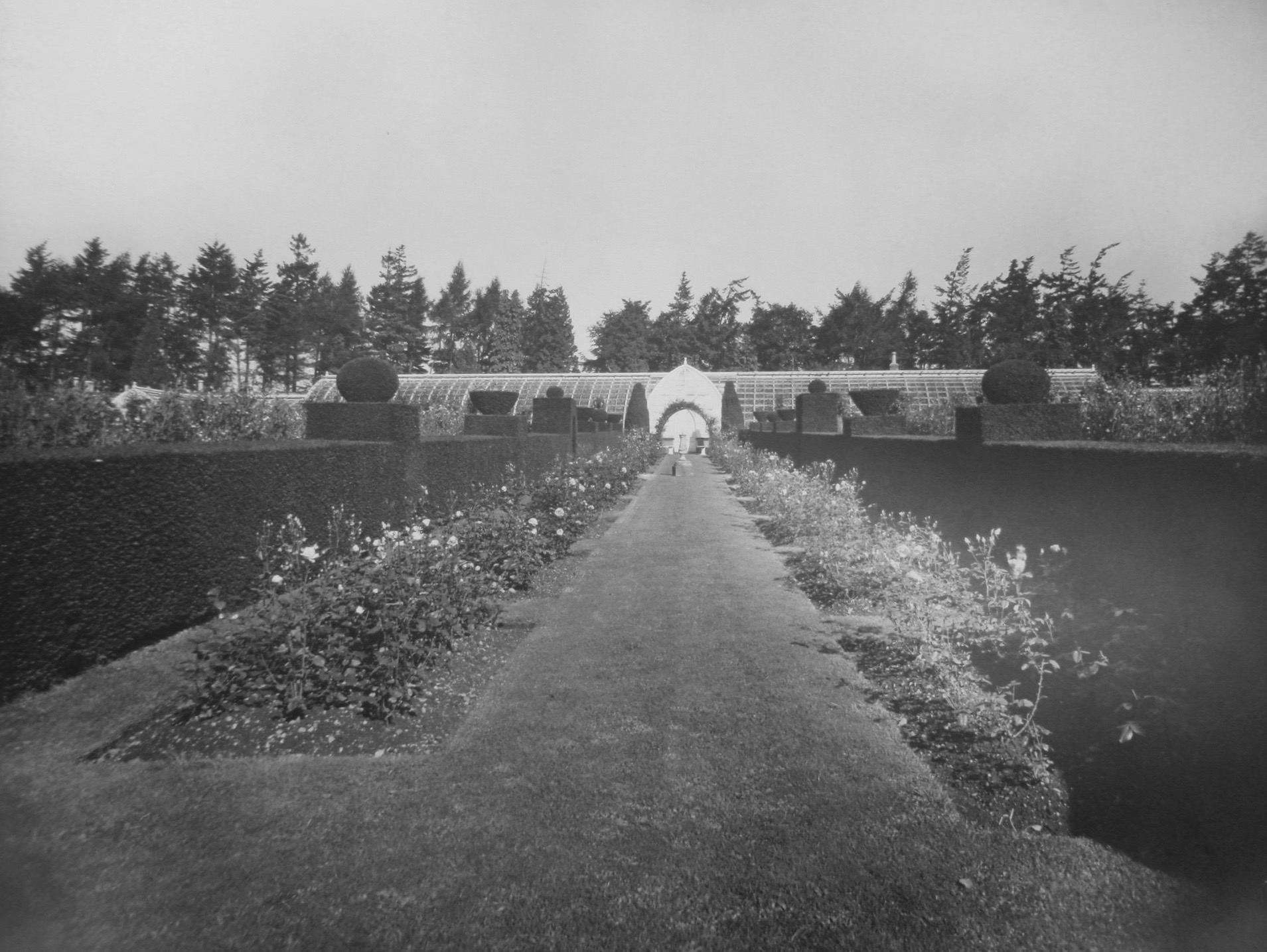
Gärten von Balruddery House um 1900

Balruddery House war ein Herrenhaus nahe der schottischen Ortschaft Liff in der Council Area Angus. Das Herrenhaus selbst wurde zwischenzeitlich abgebrochen. Es sind jedoch noch verschiedene Außengebäude erhalten, die heute in den schottischen Denkmallisten als Denkmäler der Kategorien A, B und C klassifiziert sind.

## Geschichte
Balruddery House wurde um 1820 nach einem Entwurf des Architekten David Neave für James Webster erbaut. Um 1865 wurde es durch Charles Edward & Thomas Saunders Robertson ergänzt. Mit der Überarbeitung um 1880 wurde Sydney Mitchell & Wilson betraut. Nach einem Brand im Jahre 1889 wurde Balruddery House restauriert. In der ersten Hälfte der 1960er Jahre wurde das Herrenhaus abgebrochen. Es erstreckte sich vom Balruddery Burn bis zum Dron Burn, welcher die Grenze zwischen Angus und Perth and Kinross markiert.

## Außengebäude
Am Westrand des Anwesens befindet sich das Landhaus Wester Balruddery House. Das Kategorie-B-Bauwerk weist einen länglichen Grundriss auf. Sein Mauerwerk besteht aus grob zu Quadern behauenem Bruchstein. Es schließt mit einem ziegelgedeckten Walmdach, dessen First mit Terrakottaziegeln ausgeführt ist. Das zweistöckige Gebäude stammt aus dem späten 19. Jahrhundert.
Nordöstlich von Wester Balruddery House befindet sich das ehemalige Eishaus. Vermutlich wurde es nach einem Entwurf David Neaves um 1820 errichtet. Es liegt unter einem möglicherweise künstlichen Hügel und ist von einer Mauer aus grob behauenem Bruchstein umgeben. Es ist als Denkmal der Kategorie C geschützt.
Ebenfalls im Westteil des Anwesens befindet sich die ehemalige Remise. Das um 1880 erbaute zweistöckige Gebäude wurden von Charles Edward & Thomas Saunders Robertson entworfen. In dem klassizistischen Bruchsteingebäude wurden 1992 zwei Wohneinheiten untergebracht. Das Gebäude ist als Denkmal der Kategorie C geschützt.
Die Stallungen befinden sich im Ostteil Balrudderys. Das um 1820 von David Neave entworfene Gebäude ist als Kategorie-C-Bauwerk denkmalgeschützt. Die ein- bis zweistöckigen Gebäude umschließen einen Innenhof vollständig. Ihre abschließenden Dächer sind mit grauem Schiefer eingedeckt. Ein Torweg an der Westseite führt auf den Innenhof. An der Südseite sitzt ein Taubenturm mit Pyramidendach auf. 1992 wurden die ehemaligen Stallungen zu Wohngebäuden umgenutzt.

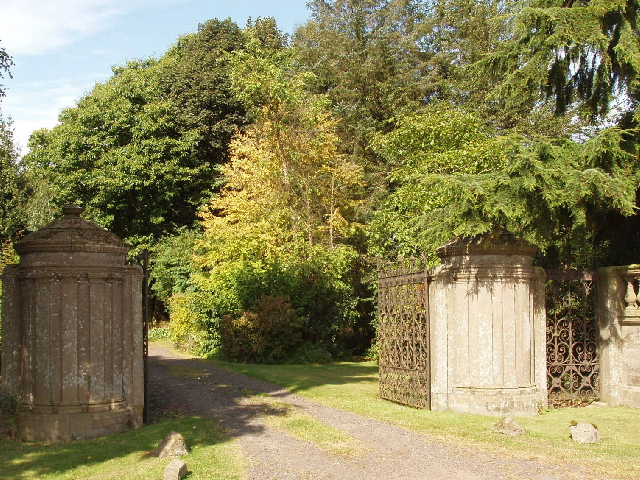
East Gate

Die zweistöckige East Lodge befindet sich südöstlich des ehemaligen Herrenhauses. Sie entstand um 1880 nach einem Entwurf von Charles Edward & Thomas Saunders Robertson und weist stilistische Parallelen zur ehemaligen Remise auf. Ihr Walmdach ist mit grauem Schiefer eingedeckt. Während die East Lodge ein Kategorie-C-Bauwerk ist, ist das nebenliegende East Gate, das die östlich Toreinfahrt zu dem Gelände markiert, als Denkmal der höchsten Kategorie A geschützt. Es entstand zu Bauzeiten des Herrenhauses. Das Tor besteht aus zwei groß dimensionierten Sandsteinpfeilern, die mit Pilastern, geschwungenen Hauben und aufsitzenden Urnen ausgestaltet sind. Das zweiflüglige schmiedeeiserne Tor wurde um 1890 gefertigt.